# Herbrand Russell, XI duca di Bedford
Herbrand Russell, XI duca di Bedford (19 febbraio 1858 – 27 agosto 1940), è stato un politico inglese.

## Biografia
Herbrand era l'ultimogenito di Francis Russell, IX duca di Bedford, e di sua moglie Elizabeth Sackville-West.
Si guadagnò il rango di ufficiale al servizio dei Granatieri e venne nominato colonnello del 3º Battaglione, 
Reggimento Bedfordshire, tra il 1897 e il 1908. Combatté nella campagna d'Egitto nel 1882 e nella prima guerra mondiale, dove fu menzionato in diversi dispacci.
Ricoprì la carica di Lord Luogotenente di Middlesex tra il 1898 e il 1926, Presidente della Zoological Society nel 1899, divenendo poi anche sindaco di Holborn nel 1900, viceré dell'India tra il 1885 e il 1886.
Il duca di Bedford fu un animalista convinto e per la sua epoca si distinse in una serie di azioni atte a preservare la fauna nel mondo: egli fu determinante nel salvare il cervo Père David dall'estinzione, acquistando i pochi cervi rimasti dai diversi zoo europei e costituendo quindi un allevamento nella sua abitazione di Woburn Abbey. 

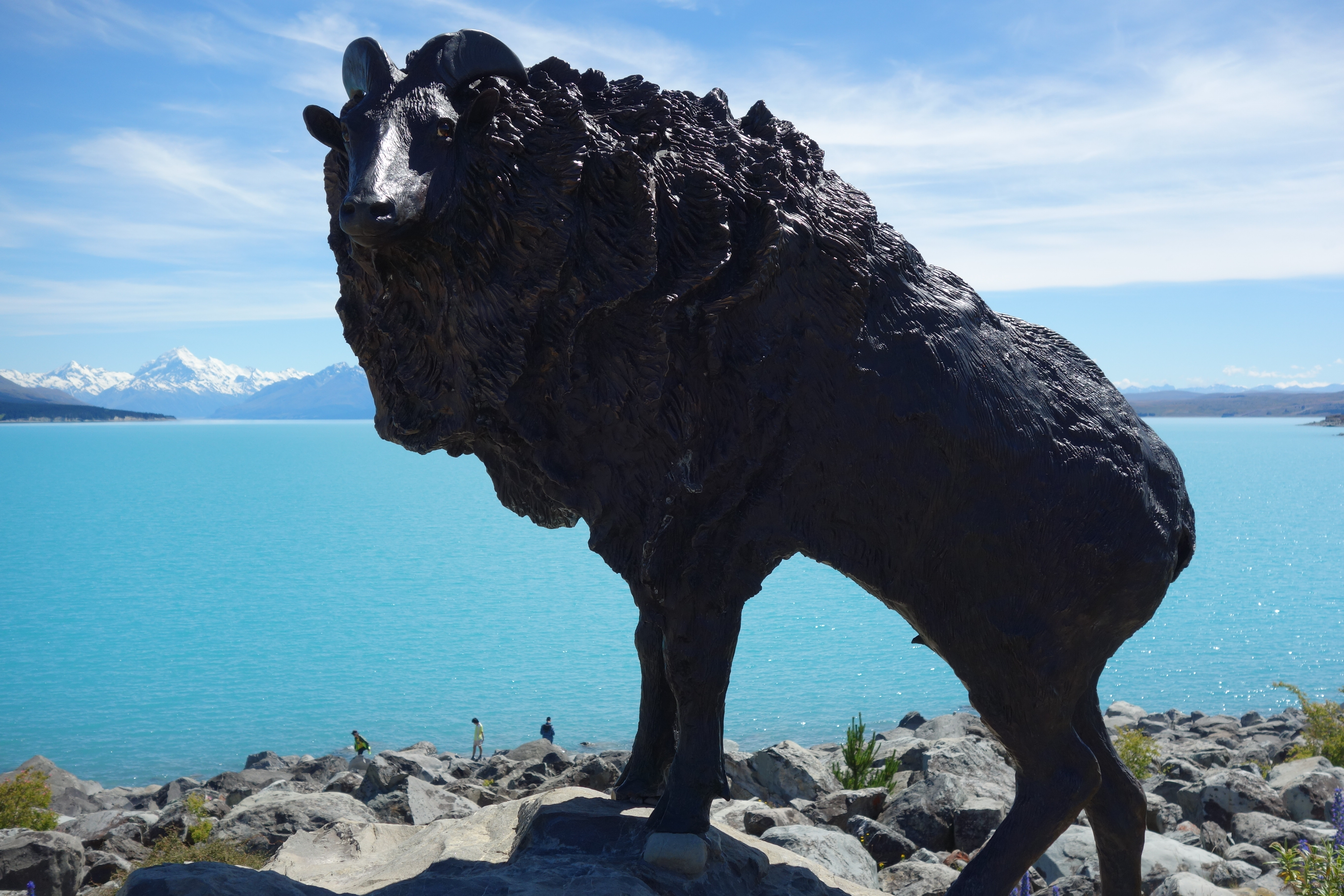
La scultura bronzea raffigurante un Thar dell'Himalaya scoperta nel maggio del 2014 presso il Lago Pukaki in onore dell'opera svolta dall'XI duca di Bedford.

Nel 1903 fece dono al governo della Nuova Zelanda di alcuni esemplari di Thar dell'Himalaya affinché potessero essere allevati e riprodursi in un ambiente più consono, essendo prossimi anch'essi all'estinzione. Durante il viaggio di trasporto dei sei maschi e delle sei femmine di cui fece dono alla Nuova Zelanda, uno morì, ma i restanti vennero rilasciati presso l'Hermitage Hotel a Mount Cook Village. Inviò un nuovo carico di animali nel 1909 con sei maschi e due femmine. Nel maggio del 2014, proprio in onore alla sua opera di ripopolamneto, è stata scoperta una statua raffigurante un Tahr himalayano presso il Lago Pukaki per mano di Henrietta, moglie dell'erede del duca di Bedford.
Il duca, assieme al figlio, sviluppò inoltre dei progetti per proteggere la fortuna della famiglia Bedford del regime fiscale britannico negli anni di crisi. Tuttavia, morì troppo presto, il 27 agosto 1940, per giungere a buon fine e l'unico risultato è stato quello di coinvolgere suo nipote in enormi difficoltà per ottenere l'accesso alle proprietà di famiglia.
Suo nipote John Russell, XIII duca di Bedford, disse di lui: "È stato un uomo che si è fatto da solo, chiuso, ma con un alto senso del dovere pubblico e della responsabilità del proprio titolo, visse un'esistenza fredda e isolata dal resto del mondo che si trovava fuori da lui".

## Matrimonio e figli
Il 31 gennaio 1888 a Barrackpore, in India, sposò Mary du Caurroy Tribe. La coppia ebbe un figlio:
- Hastings (1888-1953).

Herbrand Russell ebbe inoltre la tutela della figlia illegittima di suo fratello maggiore, George Russell, X duca di Bedford, la quale era nata appunto dalla relazione di suo fratello con una donna indiana. La figlia si sa che visse con la famiglia sino al momento del matrimonio e che successivamente si recò diverse volte in visite all'XI duca e suo padre adottivo.

## Ascendenza
|                                                 |                                |                                    | Genitori                            |  |  | Nonni |  |  | Bisnonni                         |  |  | Trisnonni                              |  |
|                                                 |                                |                                    |                                     |  |  |       |  |  | John Russell, VI duca di Bedford |  |  | Francis Russell, marchese di Tavistock |  |
|                                                 |                                |                                    |                                     |  |  |       |  |  | John Russell, VI duca di Bedford |  |  | Francis Russell, marchese di Tavistock |  |
|                                                 |                                | lady Elizabeth Keppel              |                                     |  |  |       |  |  | John Russell, VI duca di Bedford |  |  |                                        |  |
| lord George Russell                             |                                |                                    |                                     |  |  |       |  |  | John Russell, VI duca di Bedford |  |  |                                        |  |
|                                                 |                                | hon. Georgiana Byng                | George Byng, IV visconte Torrington |  |  |       |  |  |                                  |  |  |                                        |  |
|                                                 |                                | hon. Georgiana Byng                | George Byng, IV visconte Torrington |  |  |       |  |  |                                  |  |  |                                        |  |
|                                                 |                                | hon. Georgiana Byng                | lady Lucy Boyle                     |  |  |       |  |  |                                  |  |  |                                        |  |
| Francis Russell, IX duca di Bedford             |                                | hon. Georgiana Byng                |                                     |  |  |       |  |  |                                  |  |  |                                        |  |
|                                                 |                                | hon. John Theophilus Rawdon        | John Rawdon, I conte di Moira       |  |  |       |  |  |                                  |  |  |                                        |  |
|                                                 |                                | hon. John Theophilus Rawdon        | John Rawdon, I conte di Moira       |  |  |       |  |  |                                  |  |  |                                        |  |
|                                                 |                                | hon. John Theophilus Rawdon        | lady Elizabeth Hastings             |  |  |       |  |  |                                  |  |  |                                        |  |
| Elizabeth Anne Rawdon                           |                                | hon. John Theophilus Rawdon        |                                     |  |  |       |  |  |                                  |  |  |                                        |  |
|                                                 |                                | Frances Hall-Stevenson             | Joseph William Hall-Stevenson       |  |  |       |  |  |                                  |  |  |                                        |  |
|                                                 |                                | Frances Hall-Stevenson             | Joseph William Hall-Stevenson       |  |  |       |  |  |                                  |  |  |                                        |  |
|                                                 |                                | Frances Hall-Stevenson             | Anne Foster                         |  |  |       |  |  |                                  |  |  |                                        |  |
| Herbrand Russell, XI duca di Bedford            |                                | Frances Hall-Stevenson             |                                     |  |  |       |  |  |                                  |  |  |                                        |  |
|                                                 | John West, IV conte De La Warr | John West, II conte De La Warr     |                                     |  |  |       |  |  |                                  |  |  |                                        |  |
|                                                 | John West, IV conte De La Warr | John West, II conte De La Warr     |                                     |  |  |       |  |  |                                  |  |  |                                        |  |
|                                                 | John West, IV conte De La Warr | Mary Wynyard                       |                                     |  |  |       |  |  |                                  |  |  |                                        |  |
| George West, V conte De La Warr                 | John West, IV conte De La Warr |                                    |                                     |  |  |       |  |  |                                  |  |  |                                        |  |
|                                                 |                                | Catherine Lyell                    | Henry Lyell                         |  |  |       |  |  |                                  |  |  |                                        |  |
|                                                 |                                | Catherine Lyell                    | Henry Lyell                         |  |  |       |  |  |                                  |  |  |                                        |  |
|                                                 |                                | Catherine Lyell                    | Catherine Allestrec                 |  |  |       |  |  |                                  |  |  |                                        |  |
| lady Elizabeth Sackville-West                   |                                | Catherine Lyell                    |                                     |  |  |       |  |  |                                  |  |  |                                        |  |
|                                                 |                                | John Sackville, III duca di Dorset | lord John Sackville                 |  |  |       |  |  |                                  |  |  |                                        |  |
|                                                 |                                | John Sackville, III duca di Dorset | lord John Sackville                 |  |  |       |  |  |                                  |  |  |                                        |  |
|                                                 |                                | John Sackville, III duca di Dorset | lady Frances Leveson-Gower          |  |  |       |  |  |                                  |  |  |                                        |  |
| lady Elizabeth Sackville, I baronessa Buckhurst |                                | John Sackville, III duca di Dorset |                                     |  |  |       |  |  |                                  |  |  |                                        |  |
|                                                 |                                | Arabella Diana Cope                | sir Charles Cope, II baronetto      |  |  |       |  |  |                                  |  |  |                                        |  |
|                                                 |                                | Arabella Diana Cope                | sir Charles Cope, II baronetto      |  |  |       |  |  |                                  |  |  |                                        |  |
|                                                 |                                | Arabella Diana Cope                | Catherine Bishopp                   |  |  |       |  |  |                                  |  |  |                                        |  |
|                                                 |                                | Arabella Diana Cope                |                                     |  |  |       |  |  |                                  |  |  |                                        |  |